# Gekko taibaiensis
Espèce
Gekko taibaiensis est une espèce de geckos de la famille des Gekkonidae.

## Répartition
Cette espèce est endémique du Shaanxi en Chine. Elle se rencontre à 950 m d'altitude sur le Taibai Shan.

## Étymologie
Son nom d'espèce, composé de taibai et du suffixe latin -ensis, « qui vit dans, qui habite », lui a été donné en référence au lieu de sa découverte, le xian de Taibai.

## Publication originale
- Song, 1985 : A new species of Gekko from Shaanxi. Acta Herpetologica Sinica, vol. 4, n. 4, p. 329-330 (texte intégral).